# بنو ابجر (یمن)
 بنوأبجر  دهستان بزرگی از توابع استان ذَمار در کشور یمن بوده و در شبه جزیره عربستان واقع می‌باشد.

## جمعیت
جمعیت این دهستان در حدود ۱۹۷۱ نفر می‌باشد. ساکنان این دهستان از اهل سنت از شاخه شافعی هستند یعنی از پیروان امام محمد ادریس شافعی هستند و بزبان عربی تکلم می‌کنند. 
 بنوأبجر  منطقه‌ای است حاصلخیز ودارای آب و خاک قابل زراعت است. درپایه کوه‌های که دهستان را احاطه نموده‌است باغهای مرکبات ومزاره قهوه و قات وجود دارد. دهستان «بنوأبجر» در وسط دره ای قرار دارد. تما شای این روستا از بالای کوه منظره‌ای دل انگیز وشاعرانه دارد وجای بسیار زیبای است و از نقات گردشگری خاصی برخوردار است. 

## منبع
- المقحفی، ابراهیم، احمد ، (مُعجَم المُدُن وَالقَبائِل الیَمَنِیَة) ، منشورات دار الحکمة، صنعاء، چاپ پنجم، وانتشار سال ۱۹۸۵ میلادی به (عربی).